# Košecké Podhradie
Košecké Podhradie (Hongaars: Kaszaváralja) is een Slowaakse gemeente in de regio Trenčín, en maakt deel uit van het district Ilava.
Košecké Podhradie telt 1.047 inwoners.